# Урсала (Альметьевский район)
Урсала́ (тат. Урсалы) — микрорайон города Альметьевск в Республике Татарстан Российской Федерации. До сентября 2003 года село в Альметьевском районе Татарстана. Население — 2 955 чел. (2010).

## География
Стоит на р. Урсалинка.

## История
Известна с 1751 года как татарская деревня.
С 10 августа 1930 года в Альметьевском районе, с 3 сентября 2003 года в составе города Альметьевск.

## Население
| Численность населения | Численность населения | Численность населения | Численность населения | Численность населения | Численность населения |
| 1816                  | 1834                  | 1859                  | 1889                  | 1897                  | 1910                  |
| --------------------- | --------------------- | --------------------- | --------------------- | --------------------- | --------------------- |
| 112                   | ↗203                  | ↗446                  | ↗796                  | ↗1 062                | ↗1 330                |
| 1916                  | 1920                  | 1926                  | 1938                  | 1949                  | 1958                  |
| ↘1 301                | ↗1 420                | ↗1 472                | ↘1 466                | ↗1 540                | ↗1 806                |
| 1970                  | 1979                  | 1989                  | 2002                  | 2010                  |                       |
| ↗2 113                | ↘1 920                | ↘1 492                | ↗2 345                | ↗2 955                |                       |

## Известные жители и уроженцы
- Маина Максимовна Боборико — советская и белорусская русскоязычная писательница, сказочница, поэтесса, журналист. В 1941 году, когда Маине было 11 лет, её семья была эвакуирована в д. Урсала.
- Рашит Саттарович Саттаров (1912—1997) — советский работник строительной отрасли, бригадир каменщиков, Герой Социалистического Труда. Его имя присвоено улице в микрорайоне Урсала.

## Инфраструктура
Имеется школа им. Бахорина — 320 мест и детский сад комбинированного вида № 15 «Теремок» г. Альметьевска на 140 мест.
В Урсале имеется офис врача общей практики (филиал поликлиники № 1).
Клуб Урсалы рассчитан на 143 места.